# Linnéuniversitetets universitetsbibliotek
Linnéuniversitetets universitetsbibliotek är ett bibliotek med ca 3000 besökare varje dag (2015). Linnéuniversitetet bedriver forskning och utbildning i både Växjö och Kalmar och biblioteket finns på båda orterna men är organiserat som ett. Universitetsbiblioteket är även öppet för allmänheten. I Kalmar ligger biblioteket i hus Stella på Universitetskajen och i Växjö på campus i stadsdelen Teleborg. Lotta Gustafsson är bibliotekschef och sammanlagt arbetar ca 60 personer på biblioteket. Dessutom bemannar studenter biblioteket under kvällar och helger. 
På biblioteket finns ett stort antal studieplatser i olika ljudzoner, vissa av dem är bokningsbara. På biblioteket finns också universitetets Studieverkstad.
Biblioteket erbjuder vägledning i informationssökning via informationsdiskar, chatt, e-post och telefon samt i webbaserade guider och informationsfilmer. Studenter kan även boka individuell handledning av bibliotekarier och texthandledare. Undervisning för grupper erbjuds i samband med självständiga arbeten. Studenter som läser distansutbildningar vid Linnéuniversitetet får handledning om informationssökning och akademiskt skrivande.

Universitetsbiblioteket arbetar för att vara "en kreativ kunskapsmiljö med innovativa och relevanta tjänster som stöd för att skapa, sprida och bevara kunskap." Som vägledning för sin verksamhet arbetar  universitetsbiblioteket  utifrån dokumentet "Vision och strategi 2015-2020" där man lyft ut fyra mål från Linnéuniversitetets centrala visions- och strategidokument. Dessa mål är utmanande utbildningar, framstående forskning, samhällelig drivkraft och globala värden.

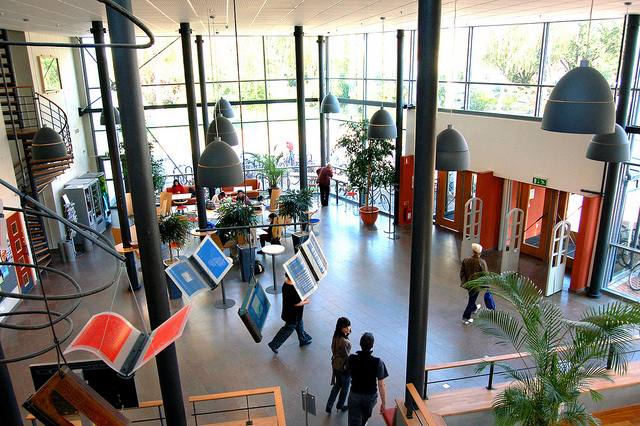
Biblioteket i Kalmar.

## Kalmar
Hösten 2020 flyttade biblioteket till en ny byggnad på det nya campusområdet vid Kalmar hamn.

## Växjö
Biblioteksbyggnaden består av två sammanbyggda huskroppar, en äldre tegelbyggnad från 1995 ritad av Arkitektbolaget Kronoberg AB och en nyare tillbyggnad uppförd år 2006. Om- och tillbyggnaden är ritad av Malmström & Edström Arkitektkontor. Bibliotekets yta är 9300 m2.

## Organisation
Universitetsbiblioteket ligger organisatoriskt direkt under rektor men har även en nära koppling till Rådet för utbildning och lärande samt till Forskningsrådet för beredning och förankring av frågor av strategisk karaktär. Fram t.o.m. 2018 leddes verksamheten av en biblioteksstyrelse.

## Konsten på biblioteket
Statens konstråd som står för den konstnärliga utsmyckningen har till biblioteket i Växjö bland annat valt verk av Marianne Lindberg de Geer. I biblioteket finns konstverket "Uppfinnaren" av glaskonstnären Bertil Vallien, hedersdoktor vid universitetet. Konsten på biblioteket finns beskriven i boken "Konsten på Linnéuniversitetets bibliotek". 
Biblioteket i Kalmar har konstnärliga gestaltningar av bland andra Julia Bondesson. 

## Studieverkstaden
Studieverkstaden ger studenter individuellt stöd och handledning i akademiskt skrivande, både på svenska och engelska. Studenterna kan bland annat få hjälp med textstruktur, hur man för fram sitt budskap och hur man använder och anger referenser. Studieverkstaden erbjuder också handledning i studieteknik, till exempel studieplanering och lässtrategier.

## Linnéuniversitetets arkivsamlingar
Universitetbibliotekets arkivsamlingar är en del av Sveriges kulturarv. Arkiven finns på universitetsbiblioteket i Växjö. Den mest omfattande arkivsamlingen är den som kommer från Huseby bruk i Kronobergs län.   
- Husebyarkiven utgörs av åtta olika arkivbildare, dels bruks- och godsarkivet och dels familjemedlemmarna Stephens personarkiv. Godsarkivet speglar bruksdriften och tillverkningen ifrån 1700-talets början och fram till 1900-talet. Privatarkiven består av framförallt korrespondens.
- Sven Fagerbergs arkiv, författare (1918-2006).
- Johan Alfred Göths arkiv, författare och folkminnesupptecknare (1869-1952)
- Klavreströms bruksarkiv består av handlingar om järnbruket och tillhörande verksamheter.
- David Lindquists arkiv (1905-1973), Biskop i Växjö stift.
- De nya högskolornas rektorskonvents arkiv. Arkivet berör framväxten och samarbetet mellan rektorerna på de högskolor som inrättades 1977 i Borås, Karlstad, Växjö och Örebro.
- Räppe-Asa kanal AB:s arkiv Arkivet återspeglar verksamheten, från etableringen 1870 till bolagslikvidationens 1953.
- Ragnar Thoursie författararkiv (1919-2010), författare och statstjänsteman.
- Årydsarkivet består av framförallt brukräkenskapsmaterial som rör de olika industrierna som funnits på Åryd bruk.[8]